# Ријети
Ријети (итал. Rieti) град је у средишњој Италији. Ријети је највећи град и средиште истоименог округа Ријети у оквиру италијанске покрајине Лацио.

## Природне одлике
Ријети налази се у средишњем делу Италије, 90 км северно од Рима, седишта покрајине. Град се налази у области средишњих Апенина. Град се сместио на врху омањех брда изнад долине реке Велино. Долина је у старо време била језеро, које је исушено у доба антике ради добијања плодног земљишта.

## Становништво
Према резултатима пописа становништва 2011. у општини је живело 46.187 становника.
| 1931.  | 1936.  | 1951.  | 1961.  | 1971.  | 1981.  | 1991.  | 2001.  | 2011.  |
| ------ | ------ | ------ | ------ | ------ | ------ | ------ | ------ | ------ |
| 25.039 | 27.714 | 33.241 | 35.441 | 39.179 | 43.079 | 43.095 | 43.785 | 46.187 |

Град Ријети данас има око 48.000 становника, махом Италијана. Током протеклих деценија град је имао благи раст становништва.

## Партнерски градови
- Нордхорн
- Itō
- Saint-Pierre-lès-Elbeuf

## Галерија
- Поглед на кровове старог Ријетија
- Вија Рома, главна пешачка улица
- Староримска капија
- Градска Катедрала св. Марије